# Březiněves
Březiněves est un quartier pragois situé dans le nord de la capitale tchèque, appartenant à l'arrondissement de Prague 8, d'une superficie de 277 hectares est un quartier de Prague. En 2008, la population était de 917 habitants. 
La première mention écrite de Březiněves date du XIIe siècle. La ville est devenue une partie de Prague en 1974.